# Giulia Recli
Giulia Recli (Milano, 4 dicembre 1884 – Brivio, 19 dicembre 1970) è stata una compositrice e saggista italiana. A lei è intitolato un premio musicale assegnato annualmente dal Conservatorio di Milano.

## Biografia
Giulia Recli nacque a Milano il 4 dicembre del 1884, figlia del commendator Luigi, uno dei soci fondatori del Banco Ambrosiano, della Scuola popolare di musica di Milano nonché consigliere della Società Orchestrale del Teatro alla Scala. Sua madre era la pianista Luisa Biancardi.
Studiò pianoforte con Giovanni Maria Anfossi, canto con Alessandro Bonci e Vittorio Vanzo, composizione con Ildebrando Pizzetti e Victor de Sabata. Si avvalse della collaborazione letteraria della sorella Maria, poetessa e pittrice.
Fu la prima compositrice italiana "per la quale si apersero ad esecuzioni orchestrali i maggiori templi d'arte: il Teatro alla Scala e l'Augusteo in Italia, il Metropolitan Opera in America, quello di Brema in Germania, la Sala Vidagò a Budapest, la Royal Albert Hall di Londra".
Ottenne riconoscimenti e onorificenze, vincendo diverse competizioni musicali in Europa e in America. Le sue opere furono introdotte negli Stati Uniti soprattutto da Tullio Serafin. Si avvalse di eminenti esecutori, come il violinista belga César Thomson. Nel 1931 il suo Nicolette s'endort (descritto dal  New York Times come una "graceful lullaby") fu eseguito al Metropolitan dal tenore francese Georges Thill, accompagnato dal violino solo di Mario Vitetta.
Negli anni '50 ricoprì l'incarico di vicepresidente del sindacato dei musicisti italiani (SMI) e dal 1951 al 1966 fu presidente del Lyceum di Milano, dove organizzò eventi musicali e i primi "contest" per la ricerca di giovani talenti in campo musicale, in particolare nello studio e nell'esecuzione del violino e del pianoforte.
In un concerto del 1965 suoi lavori (e quelli di altre tre compositrici) furono eseguiti a Roma dall'Orchestra della Rai.
Morì a Milano il 19 dicembre 1970, lasciando per legato testamentario i diritti d'autore derivati dalle sue opere alla Casa di Riposo per musicisti "G. Verdi" di Milano.

## Composizioni

### Opere liriche
- Villidiana (1922 ca.)
- Cento Ducati (1956 ca.)
- Belluccia (1960 ca.)

### Musica sinfonica
- Andante doloroso (Budapest, 1937)
- Invocazione (Budapest, 1937)
- Alba dell'anima (Milano, Teatro alla Scala, 1914)
- Bozzetti montanini: il Pastore a "Col di sogno" (Brema, 1921)
- L'isola dei pastori (Milano, Rai, 1963)
- Aucassine et Nicolette (New York, Metropolitan Opera, 1931)

### Musica da camera
- Quartetto per archi (Milano, 1913)
- Tre tempi per violino e pianoforte (Milano, 1925)
- Nicolette s'endort dalla Suite “Aucassine et Nicolette”, vl e pf (Vienna, Palazzo della Secessione, 1922)

### Musica pianistica
- La danza della bambola e del fantoccio (Milano, 1956)

### Musica vocale
- Cantate Domino, Salmo di Davide, Coro (SATB) e orchestra (Milano, Castello Sforzesco, 1928)
- Vocavi te, Profezia di Isaia, Coro femminile (SSA) e orchestra (Milano, 1927)